# Antônio Salgado da Silva
Antônio Salgado da Silva, primeiro e único barão e visconde da Palmeira, (Pindamonhangaba, 25 de julho de 1805 — 26 de fevereiro de 1888) foi um político brasileiro.
Filho de Antônio da Silva Salgado e Maria Correia, casou-se com sua sobrinha Maria Bicudo Salgado. Foi chefe do Partido Liberal, em Pindamonhangaba, e participou da Revolução Liberal de 1842.
Capitão da Guarda Nacional, foi o primeiro provedor da Santa Casa de Misericórdia de Pindamonhangaba, quando da inauguração desta em 1865. Também fez doações para auxiliar o Brasil na Guerra do Paraguai, incluindo seis escravos devidamente fardados. Convidou e recebeu a princesa Isabel e o conde D'Eu, em 1868, em uma visita à Vila Real de Pindamonhangaba. Libertou seus escravos antes da abolição da escravatura, em 1882 e apoiou o movimento abolicionista.